# Сайдзьо Сьозо
Сьозо Сайдзьо (яп. 西城正三; 28 січня 1947) — японський професійний боксер.
Чемпіон світу у напівлегкій вазі за версією WBA (27.09.1968—02.09.1971).

## Спортивна кар'єра
У професійному боксі дебютував 13 серпня 1964 року, перемігши свого співвітчизника Масару Накацука.
27 вересня 1968 року в Лос-Анджелесі (США) у поєдинку за звання чемпіона світу у напівлегкій вазі за версією WBA переміг американця Рауля Рохаса, виборовши чемпіонський титул.
Протягом 1969—1971 років провів п'ять вдалих захистів свого титулу в поєдинках проти таких боксерів, як: Педро Гомес (Венесуела), Хосе Луїс Піментел (Мексика), Годфрі Стівенс (Чилі) та двічі — Френкі Кроуфорд (США).
2 вересня 1971 року втратив чемпіонський титул, поступившись венесуельцю Антоніо Гомесу, і завершив спортивну кар'єру.